# Théorie des climats
La théorie des climats est le nom d'un ensemble de théories politiques qui soutiennent que le climat influence substantiellement la société et les individus. Bien qu'attribuée à Montesquieu, elle est répandue chez divers auteurs depuis l'Antiquité.

## Concept
La théorie des climats pose la question du rapport entre l'être humain et son environnement. Les auteurs antiques cherchent à comprendre les différences physiques et comportementales entre les diverses populations qu'ils fréquentent, et mobilisent l'argument climatique pour ce faire. Est ainsi affirmé pendant longtemps que « les hommes du Nord sont forts et valeureux, car endurcis par le climat froid, mais ils sont peu intelligents et inaptes aux affaires politiques ; les hommes du Sud (Nord-Africains, Asiatiques, Éthiopiens...) ont une intelligence vive et une grande imagination, mais ils sont mous car affaiblis par le climat chaud ; enfin, les hommes des moyennes latitudes possèdent les meilleures qualités des uns et des autres ».
La théorie a été étendue à de multiples thématiques. Au XXe siècle et au XXIe siècle, certains auteurs ont ainsi cherché à comprendre les effets de la tolérance des changements ou des variations climatiques sur les humeurs, et donc les comportements, des individus. A ainsi été étudiée la météo-sensibilité et l'effet de la météo sur le moral, qui varie en fonction des gènes et des caractères, et le cycle des saisons, 80 % de la population se déclarant météo-sensible et 3 % souffriraient de façon pathologique de dépression saisonnière hivernale, leur humeur s’avérant dépendante ou tout au moins marquée par la saison en cours. L'exemple du seasonal affective disorder (SAD), c'est-à-dire du « trouble saisonnier » décrit nos troubles (par exemple l'envie de manger du sucre, le retrait social, la prise de poids, etc). On parle d’impact physiologique et de dépression saisonnière.

## Historique

### Chez Hippocrate
Plusieurs penseurs de l'Antiquité réfléchissent aux conséquences du climat et sur le façonnement des tempéraments et des sociétés par celui-ci. À la fin du Ve siècle av. J.-C., le médecin Hippocrate écrit le Traité des Airs, Eaux, Lieux (Περὶ ἀέρων ὑδάτων τόπων), où il défend l'idée que c'est le climat, le milieu géographique, l'alimentation qui expliquent les différences entre les peuples.

### Chez Aristote
Aristote, dans sa Politique, essaie de saisir les capacités spécifiques des différents peuples. Il présente les grecs anciens comme le juste milieu de l'humanité. Il attribue des caractéristiques essentielles aux peuples selon que leur climat est chaud ou froid. Ainsi : 

« Les peuples qui habitent les climats froids, les peuples d'Europe sont en général pleins de courage ; mais ils sont certainement inférieurs en intelligence et en industrie ; et s'ils conservent leur liberté, ils sont politiquement indisciplinables, et n'ont jamais pu conquérir leurs voisins. En Asie, au contraire, les peuples ont plus d'intelligence, d'aptitude pour les arts, mais ils manquent de cœur, et ils restent sous le joug d'un esclavage perpétuel. La race grecque, qui topographiquement est intermédiaire, réunit toutes les qualités des deux autres. Dans le sein même de la Grèce, les divers peuples présentent entre eux des dissemblances analogues à celles dont nous venons de parler : ici, c'est une seule qualité naturelle qui prédomine, là elles s'harmonisent toutes dans un heureux mélange. »

— Aristote, Politique, VII, 7 (trad. Daremberg)

### Autres penseurs grecs
Poseidonios d'Apamée a aussi relevé l'influence des éléments climatiques sur les comportements humains. Cette théorie était basée sur une étude minutieuse de la géographie humaine et des climats.

### Chez Vitruve
Chez les Romains, Vitruve explique la différence de caractère entre Européens septentrionaux et méridionaux en faisant référence aux climats dans De l'architecture, VI , 1. L'auteur entre dans des détails au sujet de la manière dont les maisons reflètent les structures sociales du pays, et que cela varie avec la latitude du pays habité.

### Chez Ibn Khaldoun
Ibn Khaldoun, dans la première section « Sur la civilisation en général » des Muqaddima (ou Prolégomènes de l'histoire universelle), écrites en 1377, consacre son troisième discours préliminaire entre autres à l'influence exercée par l'atmosphère sur le teint des hommes et sur leur état en général. Il dédie le quatrième à l'influence exercée par l'air sur le caractère des êtres humains. Il catégorise le monde en sept climats différents, chacun ayant des propriétés qui influent de manière positive ou négative sur les populations. Khaldoun considère la théorie des climats comme essentielle à sa « théorie de la civilisation ».

### Chez Bodin
Au sein de ses Six Livres de la République, publiés en 1576, Jean Bodin mentionne l'influence du climat sur la vigueur des habitants. Il y consacre un chapitre du livre V, intitulé « Du reiglement qu'il faut tenir pour accommoder la forme de Republique à la diversité des hommes, et le moyen de cognoistre le naturel des peuples ». La théorie est également développée dans le chapitre v de la Methodus. Bodin est un précurseur de Montesquieu.

### Chez Boileau
Nicolas Boileau, Fénelon, Jean de La Bruyère admettent la théorie des climats. Boileau écrit notamment, dans L'Art poétique : 

« Des siècles, des pays, étudiez les mœurs
Les climats font souvent les diverses humeurs »

### Chez les penseurs du XVIIIème siècle
Les penseurs politiques du XVIIIe siècle abordent de façon récurrente la théorie des climats, sous des angles différents, et souvent en s'inscrivant dans la lignée des auteurs des siècles précédents. Le thème n'est pas exclusif aux philosophes politiques. Henri de Boulainvilliers discute de la théorie des climats dans ses ouvrages. L'abbé Jean-Baptiste Dubos aborde le sujet d'un point de vue esthétique dans les Réflexions critiques sur la poésie et sur la peinture, qui sont publiées en 1719 ; il y soutient que certains peuples, nominalement les Français, les Grecs et les Italiens, démontrent un meilleur goût, produisent un plus grand nombre d'artistes dont les créations sont de qualité supérieure, et que cela est dû à leur climat.
En médecine, en Angleterre principalement, les propriétés de l'air sont mises en corrélation avec la propagation des épidémies. À cet effet, l'Écossais John Arbuthnot, proche d'Alexander Pope et de Jonathan Swift, publie à Londres en 1733 An Essay Concerning the Effects of Air on Human Bodies (Essai des effets de l’air sur le corps humain).
L’abbé François Ignace d’Espiard de La Borde publie à Bruxelles en 1743 ses Essais sur le génie et le caractère des nations, réimprimés sous le titre L'Esprit des nations, où il postule que « Le climat est, de toutes les causes, la plus universelle, la plus puissante ». Cette affirmation s'inscrit dans le débat sur les origines de l’homme (monogénisme ou polygénisme) et sur l’opposition entre la civilisation et l'état sauvage.

### Chez Rousseau
Jean-Jacques Rousseau aborde le sujet en 1782. Il écrit : « les climats, les saisons, les couleurs, l'obscurité, la lumière, les éléments, les aliments, le bruit, le silence, le mouvement, le repos, tout agit sur notre machine et sur notre âme ». Il étend cette conception de l'effet du climat sur les gens à sa conception de l'effet du climat sur les régimes politiques et les peuples. Ainsi, dans Du contrat social, il écrit : « Quand tout le midi seroit couvert de Républiques & tout le nord dʼEtats despotiques, il nʼen seroit pas moins vrai que par lʼeffet du climat le despotisme convient aux pays chauds, la barbarie aux pays froids, & la bonne politie aux régions intermédiaires ».

### Chez Montesquieu
Montesquieu popularise la théorie d'une force retentissante en l'appliquant au seul domaine politique et en en faisant une clef de lecture des différences politiques entre sociétés. Il l'esquisse d'abord dans les Lettres persanes, puis lui donne une place considérable dans De l'esprit des lois :

« Ce sont les différents besoins dans les différents climats, qui ont formé les différentes manières de vivre ; et ces différentes manières de vivre ont formé les diverses sortes de lois »

— Montesquieu, L’Esprit des lois, 3e partie, Livre XIV, chap. X.
Ainsi, la théorie des climats permet de résoudre le problème à la base de l'anthropologie, c'est-à-dire celui de la diversité culturelle d'une humanité qui, pourtant, est une. Elle offre une solution rationnelle à l'apparemment chaotique distribution des caractéristiques politico-sociales à travers les peuples, dont les mœurs et coutumes sont relevées et présentées par et pour les Européens dans les abondants récits de voyage.

« la notion d’un déterminisme géographique s’accorde avec deux tendances majeures de la philosophie des Lumières : d’une part, elle fournit au "spinozisme" latent ou avoué de l’époque un contenu concret et l’esquisse d’une confirmation expérimentale; d’autre part, en supposant les hommes individuellement ou collectivement passifs à l’action du milieu naturel, elle rejoint l’hypothèse sensualiste, et surtout l’interprétation matérialiste qu’en donnent fréquemment les disciples français de Locke »

— Jean Ehrard, L’idée de nature en France dans la première moitié du XVIIIe siècle, Paris, Albin Michel, coll. « Bibliothèque de "L’Évolution de l’humanité" », 1994, p. 691
Il affirme que certains climats sont supérieurs à d'autres, le climat tempéré de France étant l'idéal. Il soutient que les peuples vivant dans les pays chauds ont tendance à s'énerver alors que ceux dans les pays du nord sont rigides. Montesquieu fut là influencé par La Germanie de Tacite, un de ses auteurs favoris.
Montesquieu a été influencé par les thèses médicales contemporaines, puisqu’il ouvre son exposition des rapports des lois avec le climat par une explication physiologique des effets du froid et du chaud sur les activités humaines, tout à fait banale pour l'époque et reprises par Venel dans l'article Climat de l’Encyclopédie

« On ne sauroit contester l’influence du climat sur le physique des passions, des goûts, des mœurs. Les plus anciens medecins avoient observé cette influence ; & les considérations de cette classe sont des objets si familiers aux Medecins, que si l’auteur de l’esprit des lois avoit pû supposer que leur doctrine sur cette matiere fût assez répandue, il auroit pû se contenter d’assûrer que les lois, les usages, le genre de gouvernement de chaque peuple, avoient un rapport nécessaire avec ses passions, ses goûts, ses mœurs, sans se donner la peine de déterminer le rapport de ces passions, de ces goûts, de ces mœurs, avec sa constitution corporelle dominante, & l’influence du climat. Les lumieres supérieures de l’auteur l’ont pourtant sauvé de l’écueil presque inévitable, pour les talens même les plus distingués qui s’exercent sur des sujets qui leur sont étrangers. La partie médicinale des observations de l’auteur de ce livre sur les climats, mérite l’éloge des Medecins. Voyez le XIV. livre de l’esprit des lois. »

— « Climat », Encyclopédie, vol. III, lire en ligne.

### Chez Buffon
Georges-Louis Leclerc de Buffon soutient ce qui était à l'époque la théorie de l'unité de l'espèce, le monogénisme. Cherchant à expliquer les différences entre les hommes de contrées séparées, il mobilise ce qu'il appelle la « théorie des dégénérations ». Les climats auraient influencé les hommes et les auraient rendu dissemblables à partir d'une nature commune :

« Dès que l’homme a commencé à changer de ciel, et qu’il s’est répandu de climats en climats, sa nature a subi des altérations (…) Les changements sont devenus si grands et si sensibles qu’il y aurait lieu de croire que le Nègre, le Lapon et le Blanc forment des espèces différentes, si d’un côté l’on n’était assuré qu’il n’y a eu qu’un seul homme de créé, en de l’autre que ce Blanc, ce Lapon et ce Nègre, si dissemblants entre eux, purent cependant s’unir et se propager. »

— Buffon, Histoire naturelle, « De la dégénération des animaux » .

### Chez Hegel
La théorie des climats tend à disparaître au XIXe siècle. Elle est toutefois mobilisée par la philosophie allemande, notamment chez Johann Gottfried von Herder et chez Georg Wilhelm Friedrich Hegel, dans le cadre de leur philosophie de l'histoire. Hegel, dans la La Raison dans l'histoire, écrit :

« L'homme utilise la nature pour ses fins, mais là où elle est trop puissante, elle ne se laisse pas réduire à l'état de moyen. La zone chaude et la zone froide ne sont donc pas le théâtre de l’histoire universelle. Sur ce plan, l'esprit libre a rejeté ces extrêmes.
En somme, c'est la zone tempérée qui a servi de théâtre pour le spectacle de l'histoire universelle. Parmi les zones tempérées, c'est à son tour la zone nordique qui est seule apte à remplir ce rôle… »

— Hegel, La Raison dans l’histoire., IV- Le fondement géographique de l'histoire universelle.

### Chez Staël
Lectrice de Montesquieu, Madame de Staël tente d'appliquer la théorie des climats à la littérature et aux arts, principalement dans Delphine et dans Corinne ou l'Italie.